# Chérif Oudjani
Chérif Oudjani (Lens, 9 dicembre 1964) è un ex calciatore algerino, di ruolo attaccante.
È figlio di Ahmed Oudjani, anch'egli calciatore.

## Palmarès

### Nazionale
- Coppa d'Africa: 1

Algeria 1990
- Afro-Asian Cup of Nations: 1

1991